# Yate
Yate är en stad och civil parish i grevskapet Gloucestershire i England. Staden är huvudort i kommunen South Gloucestershire och ligger cirka 16 kilometer nordost om Bristol. Tätortsdelen (built-up area sub division) Yate hade 30 022 invånare vid folkräkningen år 2011.
Det första omnämnandet av Yate går tillbaka till 770 e.Kr. Yate nämndes också i Domedagsboken (Domesday Book) år 1086, och kallades då Giete.

## Kända personer från Yate
- J.K. Rowling, författare av fantasyromanerna Harry Potter.